# Cottonwood Baptist Church (Scurry)
Die Cottonwood Baptist Church ist ein baptistisches Gotteshaus im Gebiet der osttexanischen Stadt Scurry. 1989 wurde die Kirche zum Recorded Texas Historic Landmark erklärt.

## Geschichte
Die Kirchengemeinde formierte sich im Jahr 1880. Erster Pastor war der Reverend A. M. K. Sowell. Die Gottesdienste fanden zunächst in einem kleinen Blockhaus statt. Das Land zu dessen Errichtung hatten C. L. Tippett and J. W. Swayze der Gemeinde gestiftet. Auch andere Glaubensgemeinschaften der Gegend und die örtliche Schule nutzen das Gebäude. Im Jahr 1903 wurde ein neues Kirchengebäude errichtet zur Unterbringung der Baptistengemeinde und der Schule erbaut.
Das heute noch erhaltene Gotteshaus stammt aus dem Jahr 1916. Es steht ebenfalls auf geschenktem Land des Stifters Tippett. Seit 1936 finden jeweils im Juni dort Homecoming-Veranstaltungen statt.